# Кумалак
Кумала́к (рос. Кумалак, башк. Ҡомалаҡ) — присілок у складі Янаульського району Башкортостану, Росія. Входить до складу Старокудашевської сільської ради.
Населення — 141 особа (2010; 154 у 2002).
Національний склад:
- татари — 68 %
- башкири — 28 %